# حسن محمود الشافعي
حسن محمود عبد اللطيف الشافعي (ولد 1349 هـ / 1930 م) أستاذ العقيدة والفلسفة الإسلامية بكلية دار العلوم، ورئيس مجمع اللغة العربية بالقاهرة من فبراير 2012 إلى 2020، وهو أول أزهري يعتلي المنصب. وهو أيضًا عضو في هيئة كبار علماء الأزهر ومجلس حكماء المسلمين.

## ولادته ودراسته
ولد حسن محمود عبد اللطيف الشافعي بتاريخ 29 رجب 1349هـ الموافق 19 ديسمبر (كانون الأول) 1930م، وحفظ القرآن الكريم صغيرًا، والتحق بمعهد القاهرة الديني الأزهري عام 1944، وبرز بين أقرانه.
في عام 1953 التحق بكليتي أصول الدين بجامعة الأزهر ودار العلوم بجامعة القاهرة، وتخصص في دراسة الفلسفة الإسلامية، ليدرس في الكليتين في وقت واحد، وكان مسموحًا به في ذلك الوقت. اعتُقل سنة 1954 وهو في الفرقة الثانية بكلية دار العلوم، وحكم عليه بالمؤبد في محاكمة عسكرية، ولكنه خرج بعد ست سنوات - عام 1960 - ليكمل دراسته الجامعية. وتخرج سنة 1963 في كليتي أصول الدين ودار العلوم، وحصل على مرتبة الشرف الأولى في كلية دار العلوم، وعُيِّنَ معيداً بقسم الفلسفة الإسلامية.
اعتُقِلَ مجدداً في عام 1964 أثناء دراسته للماجستير بسبب انتمائه وقتها لجماعة الإخوان المسلمين ثم خرج، وأعيد اعتقاله ثانية سنة 1966، ثم خرج من السجن بعد أربع سنوات أخرى، وواصل دراسته حتى حصل على الماجستير عام 1969 بدراسة عن سيف الدين الآمدي.
ابتُعث للحصول على الدكتوراه من جامعة لندن، حيث أتقن اللغة الإنجليزية واطّلع على الثقافة الغربية والقضايا الفكرية التي يهاجم بها المستشرقون الإسلام ويثيرون حولها الشبهات. استطاع إنجاز رسالته للدكتوراه عن «تطور علم الكلام الاثناعشري في القرن السابع الهجري» في كلية الدراسات الشرقية والإفريقية بجامعة لندن سنة 1977، ثم عاد ليدرس الفلسفة الإسلامية بكلية دار العلوم.

## مناصبه وعمله الجامعي
بعد حصوله على الدكتوراه درّس في عدد من الجامعات الإسلامية: في عام 1979 بجامعة أم درمان الإسلامية (السودان)، وفي عام 1981 أعير إلى الجامعة الإسلامية العالمية في إسلام أباد بباكستان حتى عام 1988. عاد للتدريس بكلية دار العلوم ثم عمل وكيلًا لشؤون الدراسات العليا بالكلية حتى عام 1994، وفي نفس العام اختير عضوًا بمجمع اللغة العربية بالقاهرة. ثم عاد إلى الجامعة الإسلامية بباكستان رئيسًا لها حتى عام 2004، ومن ثم عاد للتدريس بدار العلوم أستاذًا غير متفرغ، ولكنه فُصل من الجامعة في أغسطس 2015 بقرار من رئيس الجامعة وقتها الدكتور جابر نصار بدعوى الجمع بين وظيفتين دون إذن رسمي من الجامعة.
في فبراير 2012 انتُخب رئيسًا لمجمع اللغة العربية بالقاهرة بعد وفاة رئيس المجمع الدكتور محمود حافظ قبلها بشهور. وبعد فترتين من رئاسته للمجمع استمرتا ثمان سنوات انتُخب لفترة ثالثة (في انتخابات أعيدت مرتين وفاز فيهما)، إلا أنه أزيح بقرار من وزير التعليم العالي خالد عبد الغفار بحجة أن المناصب القيادية لا يجب أن تزيد رئاستها عن فترتين، وكُلّف بدلاً منه صلاح فضل الذي خسر أمامه في الانتخابات، وقد رجّحت بعض المصادر أن ما حدث تصفية حسابات مع الشافعي بسبب مواقفه السياسية عقب انقلاب 2013 في مصر.
من أهم المناصب التي تقلّدها:
- عضو المجلس الأعلى للشؤون الإسلامية بالقاهرة.
- عضو مركز الدراسات الإسلامية بجامعة القاهرة.
- عضو المجلس العلمي لكلية الدراسات العليا بمانشستر بانجلترا.
- عضو مجلس أمناء الجامعة الإسلامية بإسلام أباد.
- عضو مجمع اللغة العربية بالقاهرة.
- عضو في هيئة كبار علماء الأزهر.
- عضو في مجلس حكماء المسلمين.
- عميد كلية الشريعة بالجامعة الإسلامية بإسلام أباد.
- نائب رئيس الجامعة الإسلامية للشؤون الأكاديمية بإسلام أباد.
- رئيس الجامعة الإسلامية بإسلام أباد.
- مستشار شيخ الأزهر.
- رئيس الاتحاد العالمي لعلماء الصوفية.
- رئيس مجمع اللغة العربية بالقاهرة.

## إنتاجه العلمي
الدكتور حسن الشافعي صاحب إنتاج علمي غزير؛ فقد أصدر منذ عام 1971 عشرة كتب بالعربية في الفلسفة الإسلامية والتوحيد وعلم الكلام والتصوف، وأكثر من 30 بحثًا علميًّا في العديد من المجلات والدوريات العلمية في مصر والخارج، وخمسة نصوص تراثية محققة، وأربعة كتب مترجمة إلى الإنجليزية، هذا فضلاً عن الإشراف والحكم على عشرات من الرسائل الجامعية في مصر والعالم العربي وباكستان وماليزيا. ومن مؤلفاته وأبحاثه:
- الآمدي وآراؤه الكلامية.
- علم الكلام بين ماضيه وحاضره.
- المدخل إلى دراسة علم الكلام.
- فصول في التصوف.
- التيار المشائي في الفلسفة الإسلامية.
- أبو حامد الغزالي: دراسات في فكره وعصره وتأثيره.
- ترجمة كتاب تاريخ التشريع الإسلامي لكولسون عن الإنجليزية (بالاشتراك).
- الإمام محمد عبده وتجديد علم الكلام.
- في فكرنا الحديث والمعاصر.
- حركة التأويل النسوي للقرآن والدين.
- تجديد الفكر الإسلامي: «المفهوم والدواعي والخطوات».
- البيوتات العلمية بين مصر وتونس.
- تطور الفكر الفلسفي في إيران - محمد إقبال ترجمة د. حسن الشافعي.

## الجوائز
- جائزة الملك فيصل العالمية في خدمة الإسلام سنة 2022، بالاشتراك مع رئيس تنزانيا الأسبق علي حسن مويني.[10][11]
- جائزة مجلة النهضة العربية الهندية للتفوق سنة 2021[12]

## مواقفه السياسية
ذكر الشافعي في مذكراته «حياتي في حكاياتي» (صدرت في 2015) أنه من المؤيدين لثورة 25 يناير 2011، وأنه نزل إلى ميدان التحرير بقلب القاهرة يوم 28 يناير الذي شهد ذروة الثورة، ويرى أن مصر كشفت عن أنبل خصالها وأروع مشاعرها وأشجع مواقفها في تلك الثورة، كما وصف الذين وصفوا الثورة بأنها بداية الفوضى أو مشروع الغرب على يد عملائهم الشباب بأنهم من المستبدين وعبيد الاستبداد.
عُين مندوبًا عن مؤسسة الأزهر في لجنة الدستور المصري عام 2012. كان له موقف مخالف لمؤسسة الأزهر في أعقاب الإطاحة بالرئيس محمد مرسي وما تلاها من تظاهرات واعتصامات رافضة، فقد أدان الشيخ حسن الشافعي بشكل منفرد مذبحة المنصة في يوليو 2013، وأعرب عن رفضه التام لإراقة دماء المصريين بسبب السياسة، ونادى بتحكيم العقل بين الفرقاء السياسيين. وفي أغسطس 2013 تلا بياناً حاداً أذاعته قناة الجزيرة في أعقاب فض اعتصامي رابعة العدوية والنهضة أنهاه بقوله «اللهم إني أبرأ إليك مما حدث، وأستنكره من كل قلبي. وأسأل الله لبني وطني العقل والحكمة، وأدعوهم إلى التوبة، وكلُّ الحَول والطَّول والقوة بيد الله رب العالمين».